# Globule polaire

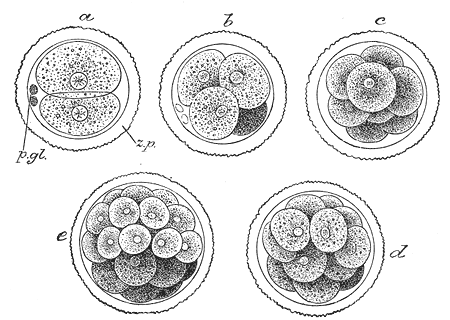
Les globules polaires sont éliminés au début du developpement de l’œuf.
Légende :
z.p. : zone pellucide ;
p.gl. : globules polaires.

Les globules polaires sont les deux ou trois petites cellules formées au cours de la méiose de l’ovocyte.
Le premier globule polaire est expulsé à la fin de la première division (la division réductionnelle) et contient un chromosome de chaque paire, chacun composé de deux chromatides. Le deuxième est expulsé à la fin de la deuxième division méiotique (la division équationnelle), mais celle-ci n’est possible que si l’ovocyte est fécondé par le spermatozoïde. Il contient alors une chromatide de chaque chromosome restant. Il arrive que le premier globule polaire subisse une fragmentation (un globule polaire ne peut se diviser), qui donnera alors deux globules encore plus petits.
L’ovocyte puis l’œuf (en cas de fécondation) étant entourés par la zone pellucide, le ou les globules restent emprisonnés dans celle-ci. Si l’ovocyte n’est pas fécondé, ils finissent par dégénérer avec lui. Si l'ovocyte est fécondé, ils sont éliminés au cours du développement précoce (avant le stade morula). Le premier globule polaire n'a donc pas la capacité d'être fécondé, bien qu'il sorte avec la moitié du génome. (Il est communément appelé : Cellule "Kamikaze").